# Тимирязево (Липецкая область)
Тимиря́зево — посёлок Задонского района Липецкой области России. Административный центр Тимирязевского сельского поселения.

## География
Расположено  в  северной части Задонского района, на федеральной автомагистрали «Дон».

## История
С 1930-х годов здесь находилось одно из отделений совхоза имени Тимирязева. Посёлком Тимирязев стал в конце 1950-х годов. Чуть позднее в Тимирязеве разместили центр Тимирязевского сельского совета.

## Население
| 2010 |
| ---- |
| 157  |

## Инфраструктура
Основа экономики — сельское хозяйство .
Личное подсобное хозяйство с зоной сельскохозяйственного использования, индивидуальная застройка усадебного типа.
ФАП Тимирязевский.

## Транспорт
Автобусное сообщение. Остановка общественного транспорта «Тимирязево». 